# Новохопёрский 409-й пехотный полк
409-й пехотный Новохопёрский полк — пехотная воинская часть Русской императорской армии третьей очереди. Сформирован для участия в Первой мировой войне.

## История
Весной 1915 года начато было формирование дивизий 3-й очереди, длившееся очень долго. На формирование одной дивизии 3-й очереди шло обычно две бригады государственного ополчения.
В 1915 году в составе 103-й пехотной дивизии 9-й армии Юго-Западного фронта, 
В 1917 году в составе Румынского фронта

## Командный состав полка
В конце декабря 1917 года солдаты 409-го полка избрали Василевского командиром в соответствии с действовавшим тогда принципом выборности командиров. Кинешемский военный отдел порекомендовал Василевскому не выезжать в полк.

## Известные люди, служившие в полку
- Василевский, Александр Михайлович — советский военачальник, Маршал Советского Союза, дважды Герой Советского Союза.